# Satz (Druck)

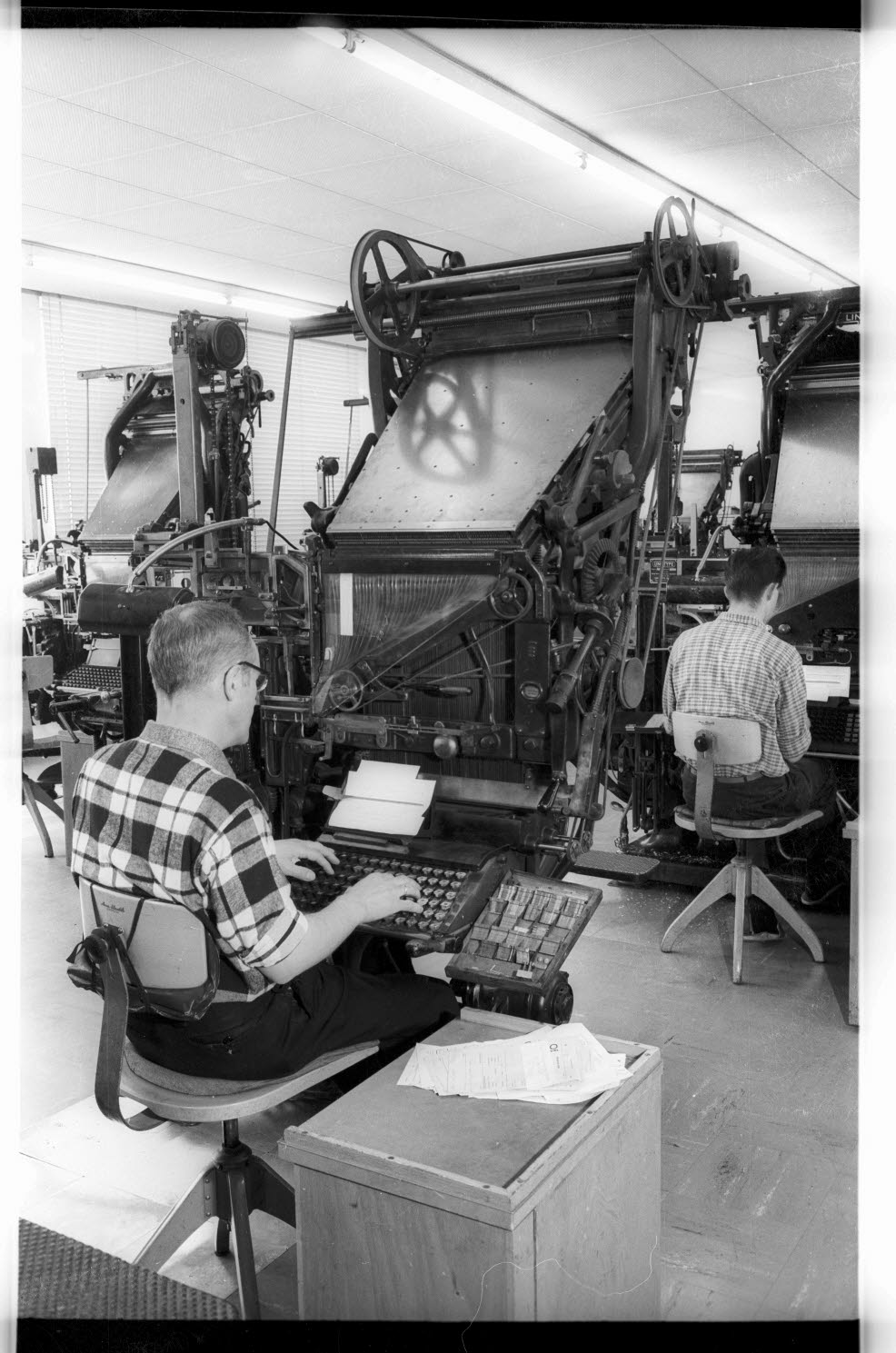
Setzer in der Druckerei der Kieler Nachrichten (1966)

Als Satz bezeichnet man in einer Druckerei, einem Verlag o. Ä. den Arbeitsschritt, der durch ein technisches Verfahren aus einer Vorlage (einem Text, Grafiken, Bildern usw.) eine drucktaugliche Form herstellt. Auch das Produkt des Setzvorgangs selbst wird als „Satz“, die Tätigkeit als „setzen“, die dafür benutzte Schrift als Satzschrift bezeichnet.
Der Satz mit beweglichen (Metall-)Lettern wurde in Europa 1440 von Johannes Gutenberg neu erfunden, nachdem dieser bereits 200 Jahre vorher in Korea bekannt war, aber kaum Anwendung fand.

## Satzverfahren
Es gab für den Schriftsetzer verschiedene Verfahren, um den Satz zu erzeugen:

### Bleisatz
Das älteste Verfahren der Satzherstellung ist der Bleisatz. Bis in die 1970er Jahre hinein war er das dominierende Satzverfahren.

#### Handsatz
Bis in das 19. Jahrhundert hinein führten Schriftsetzer den Bleisatz ausschließlich von Hand aus. Beim Handsatz wurden die einzelnen Schriftzeilen aus einzelnen, aus einer Bleilegierung bestehenden Lettern zusammengesetzt. Man hat erfolglos versucht, die Arbeitsgeschwindigkeit durch Logotypen zu erhöhen. Dabei waren Silben oder ganze Wörter zusammen auf eine Type gegossen. Sie sollten die Zahl der Arbeitsschritte verringern.

#### Maschinensatz
Im Jahr 1822 wurde das erste Patent auf eine Setzmaschine erteilt. Zunächst wurde versucht, in den Maschinen die Lettern aus dem Handsatz zu verwenden. Diese Methode scheiterte jedoch, da die Legierung der Typen für eine maschinelle Bearbeitung zu weich war. Erfolg hatten danach solche Maschinen, die mittels Matrizen Schriftzeilen setzten und diese jeweils neu gießen konnten. Vertreter dieser Gattung waren u. a. die Setzmaschinen-Fabrikate Linotype, Monotype, Typograph.

### Fotosatz
Dieses Satzverfahren nannte man auch „kalten“ oder „schwerelosen“ Satz, weil hier die Druckvorlage fotomechanisch oder fotoelektronisch erzeugt wurde. Im Fotosatz fielen von einer Lichtquelle Strahlen durch einen Schriftzeichenträger. Ein optisches System bündelte diese, so dass in der gewünschten Größe die Schrift auf einem lichtempfindlichen Film oder Papier erschien. In Deutschland stellte man 1959 die erste Fotosetzmaschine auf.
Es gab drei Generationen von Fotosetzmaschinen: Die ersten basierten auf den früheren Bleisetzmaschinen, nur hatte man die Gießeinrichtung durch eine Belichtungskammer ersetzt und die Matrizen trugen jetzt transparente Glasnegative der Schrift statt eingeprägter Vertiefungen. Ein Beispiel ist die Monophoto oder Intertype-Fotosetter. Die zweite Maschinengeneration bestand aus eigenständigen Neuentwicklungen wie der Intertype Fotomatic oder der Linofilm. Die dritte Maschinengeneration (Digiset, Linotron) erzeugte die Schriftzeichen auf elektronischem Weg. Die Schriftzeichen waren elektronisch gespeichert, eine Kathodenstrahlröhre oder ein Laser übertrug sie auf das lichtempfindliche Material.

### Computergestützter Satz/Digitalsatz
Der größte Teil der Publikationen wird heutzutage am Computer erstellt und unterteilt sich in die Bereiche Desktop-Publishing und Struktursatz.

#### Desktop-Publishing
In den letzten Jahrzehnten hat das 1985 eingeführte Desktop-Publishing (DTP) – Satz und Umbruch am Computer – die vorherigen Satztechniken abgelöst und weitestgehend verdrängt. Zwischenschritte wie nachträglicher Umbruch oder Montage zu einem Seitenlayout, wie sie bei den früheren Verfahren nötig waren, entfallen. Die neuen Satztechniken des Computers ermöglichen freiere Gestaltungsmöglichkeiten gegenüber denen des Bleisatzes und eine höhere Produktivität. Technische Grundlage hierfür bilden die in digitaler Form abgespeicherten Bild- und Instruktionsinformationen von Satzschriften, die sogenannten Fonts. In professionellen Anwendungen werden heutzutage Seitenlayouts, abgespeichert als Computer-Daten, erstellt. Man spricht von „Preprint-Seitenlayouts“. Damit hat sich der Arbeitsschwerpunkt professioneller Schriftsetzer hin zum Layouting in der Druckvorstufe verlagert: der Schriftsetzer wird zum „Layouter“.

#### Struktursatz/Werksatz
Im Gegensatz zum Desktop-Publishing werden beim Struktursatz oder auch Werksatz selbsttätig umbrechende Fließtexte erstellt, die in der Regel keine oder nur wenige Abbildungen enthalten. Als Basis dienen strukturierte Daten (XML), die über ein technisches Regelwerk (Vorlage) in ein geeignetes Satzsystem einfließen und automatisiert layoutet werden. Die setzerische Leistung liegt hier in der Gestaltung der Vorlage. Je nach Konfiguration und Nutzung können TeX und LaTeX sowohl als Struktursatz als auch als Desktop-Publishing betrachtet werden.